# Cycloramphus asper
Cycloramphus asper es una especie de anfibios anuros de la familia Leptodactylidae.

## Distribución geográfica
Se encuentra en Brasil.